# Weiße Elster
De Weiße Elster (Tsjechisch: Bílý Halštrov) is een rivier in Duitsland en Tsjechië.
De Weiße Elster is 257 kilometer lang en ontspringt ten zuidoosten van Aš, nog net op Tsjechisch grondgebied. Na 10 kilometer komt de rivier op Duits grondgebied en stroomt door Saksen, Thüringen en Saksen-Anhalt naar Halle om daar in de Saale uit te monden. De voornaamste plaatsen aan de rivier zijn achtereenvolgens Plauen, Greiz, Gera en Leipzig.
In Plauen wordt de rivier overspannen door een middeleeuwse stenen boogbrug, die in 1244 voor het eerst werd genoemd.
Bovenstrooms van Plauen bevindt zich de Talsperre Pirk, een stuwmeer dat in 1939 in gebruik werd genomen.
In 1835 was er een grote overstroming, reden voor de Saksische koning om een Medaille voor het Redden van Levens tijdens de Overstroming in Plauen in 1835 in te stellen.
- Gemeinsame Normdatei: 4119033-6
- Nationale Bibliotheek van Tsjechië: ge601049
- Virtual International Authority File: 237747557